# Hiacinta
A Hiacinta görög eredetű női név, a Hüakinthosz férfinév Hyacinthus változatának női formájából származik. Ebből a névből ered a Jácint férfinév.

## Rokon név
- Jácinta:[1] a Hiacinta magyar változata, a Jácint férfinév női párja.[3]

## Gyakorisága
Az 1990-es években a Hiacinta és a Jácinta szórványos név, a 2000-es években nem szerepelnek a 100 leggyakoribb női név között.

## Névnapok
Hiacinta, Jácinta
- január 30.[2]